# Víctor Morales
Víctor Morales (Santiago, 10 de maio de 1905 - 22 de maio de 1938) foi um futebolista chileno. Ele competiu na Copa do Mundo FIFA de 1930, sediada no Uruguai.